# Schwellenspannung
Die Schwellenspannung {\displaystyle U_{\text{F}}}, auch Fluss-, Schleusen-, Durchlass-, Vorwärts- oder Kniespannung sowie selten Knickspannung genannt, ist in der Elektronik
1. der Spannungsabfall einer in Durchlassrichtung betriebenen Diode.
2. die Basis-Emitter-Spannung eines Bipolartransistors bzw. die Gate-Source-Spannung eines Feldeffekttransistors, bei der im Verhältnis zum maximalen Kollektor- bzw. Drain-Strom ein nennenswerter Strom fließt.

Mögliche Bezugswerte für die Schwellenspannung:
- Die Spannung, die im Kennlinien-Diagramm einer Diode abgelesen werden kann, wenn der scheinbar geradlinige Teil der Kennlinie bis zur x-Achse verlängert wird.
- Bei Messgeräten mit eingebautem Diodentester wird oft ein Strom von 1 mA als Messstrom verwendet; dies entspricht normalerweise dem 1-kΩ-Widerstandsmessbereich des Gerätes.
- Bei selbstsperrenden Feldeffekttransistoren (Typ "e") die Threshold-Spannung.

## Beschreibung

Strom-Spannungs-Kennlinie einer Siliziumdiode und eine stückweise lineare Näherung mit einer Schwellenspannung U_{F} von ca. 0,7 V

Die Strom-Spannungs-Kennlinie einer Sperrschicht hat keinen Kennlinienknick und auch keine natürliche Schwellspannung. Vielmehr ist die Kennlinie eine Exponentialfunktion (s. u.), und der differentielle Innenwiderstand wird zum Koordinatenursprung hin immer höher, d. h. die Kennlinie stetig flacher. Lediglich durch stückweise lineare Näherung entsteht die Schwellspannung als eine fiktive Größe.
Die solcherart bestimmten Schwellenspannungen von Germanium-Signal-Dioden und von Schottky-Dioden beginnen typisch bei 0,3 V, die von Silizium-Dioden bei typisch 0,6–0,7 V (vgl. Diffusionsspannung). Zum Beispiel wird ein Brückengleichrichter aus Siliziumdioden an einer Versorgungsspannung von 5 V unter Belastung nur eine Ausgangsgleichspannung von ca. 3,6 V zur Verfügung stellen, weil stets zwei Dioden durchflossen werden.
Die Shockley-Gleichung beschreibt die Stromstärke {\displaystyle I_{\text{D}}} durch die Diode im Durchlassbereich in Abhängigkeit von der Durchlassspannung {\displaystyle U_{\text{D}}}; sie ist der Spezialfall einer Arrhenius-Gleichung:
{\displaystyle I_{\text{D}}=I_{\text{S}}\,\left(e^{\frac {U_{\text{D}}}{n\,U_{\text{T}}}}-1\right)}
mit
- Sättigungssperrstrom (kurz Sperrstrom) {\displaystyle I_{\text{S}}\approx {10^{-12}\dots 10^{-6}{\text{ A}}}}
- Emissionskoeffizient {\displaystyle n\approx 1\dots 2}
- Temperaturspannung {\displaystyle U_{\text{T}}={\frac {k\cdot T}{q}}\approx 25\,{\text{mV bei Raumtemperatur}}}
  - Boltzmann-Konstante {\displaystyle k}
  - absolute Temperatur {\displaystyle T}
  - Elementarladung {\displaystyle q}.

## Abweichende Bedeutung
Abweichend wird der Begriff Durchlassspannung in der Elektrotechnik üblicherweise für den Spannungsabfall an einer Diode oder ähnlichem Bauteil unter Betriebsbedingung verwendet. Ist beispielsweise ein Gleichrichter für ein Ampere zugelassen, so gibt der Hersteller die Spannung für diesen Strom und vorgegebene Umgebungstemperatur an.